# مخطط الالتزام
مخطط الالتزام (بالإنجليزية: Commitment scheme)‏ هي بدئية تعمية تسمح للشخص بالالتزام بقيمة مختارة (أو بيان مختار) مع إبقائه مخفيًا للآخرين، مع القدرة على الكشف عن القيمة الملتزم بها لاحقًا. صُممت مخططات الالتزام بحيث لا يمكن لأي طرف تغيير القيمة أو البيان بعد الالتزام به: أي أن مخططات الالتزام ملزمة. مخططات الالتزام لها تطبيقات مهمة في عدد من بروتوكولات التعمية بما في ذلك التقليب الآمن للعملات، وإثبات المعرفة الصفرية، والحساب الآمن.
تتمثل إحدى طرق تصور مخطط الالتزام في التفكير في المرسل على أنه وضع رسالة في صندوق مغلق، وأعطى الصندوق لجهاز استقبال. الرسالة الموجودة في الصندوق مخفية عن المتلقي الذي لا يمكنه فتح القفل بنفسه. نظرًا لأن المستلم لديه على الصندوق ، فلا يمكن للمرسل تغيير الرسالة الداخلية — كما لا يكشف عنها إلا إذا اختار المرسل منحه المفتاح في وقت لاحق.
تحدث التفاعلات في مخطط الالتزام على مرحلتين:
1. مرحلة الالتزام التي يتم خلالها اختيار القيمة والالتزام بها
2. مرحلة الكشف التي يتم خلالها الكشف عن القيمة من قبل المرسل، ثم يتحقق المستلم من صحتها.

في الاستعارة أعلاه، مرحلة الالتزام هي وضع المرسل الرسالة في الصندوق، وقفله. مرحلة الكشف هي قيام المرسل بإعطاء المفتاح للمستقبل الذي يستخدمه لفتح الصندوق والتحقق من محتوياته. الصندوق المقفل هو الالتزام، والمفتاح هو الدليل.
في البروتوكولات البسيطة، تتكون مرحلة الالتزام من رسالة واحدة من المرسل إلى المستقبل. هذه الرسالة تسمى الالتزام (بالإنجليزية: The Commitment)‏. من الضروري ألا يعرف المستقبل القيمة المحددة المختارة في ذلك الوقت (وهذا ما يسمى خاصية الإخفاء). تتكون مرحلة الكشف البسيطة من رسالة واحدة ، الفتح، من المرسل إلى المستقبل، متبوعة بفحص يقوم به المتلقي. يجب أن تكون القيمة المختارة أثناء مرحلة الالتزام هي القيمة الوحيدة التي يمكن للمرسل حسابها والتي تتحقق من صحتها أثناء مرحلة الكشف (تسمى هذه الخاصية بخاصية الربط).
يعتقد أن أول من صاغ مفهوم مخطط الالتزام هو جيل براسار، وديفيد تشوم، وكلود كريبو في عام 1988، كجزء من بروتوكولات عدم المعرفة المختلفة لـ NP ، بناءً على أنواع مختلفة من مخططات الالتزام. ولكن استخدم المفهوم قبل ذلك دون أن يتم التعامل معه بشكل رسمي. ظهرت فكرة الالتزامات في العصر الحالي في أعمال مانويل بلوم، شمعون إيفن، وأدي شامير وآخرون. ويعتقد كثيرون أن المصطلح قد تم إنشاؤه بواسطة بلوم، على الرغم من أن مخططات الالتزام يمكن أن يطلق عليها بشكل متبادل مخططات التزام البت - أحيانًا تكون محجوزة للحالة الخاصة حيث تكون القيمة الملتزمة قليلاً. في وقت سابق لذلك، تم النظر في الالتزام عبر وظائف التجزئة أحادية الاتجاه، على سبيل المثال، كجزء من توقيع لامبورت، مخطط التوقيع الأصلي لمرة واحدة.

## وصلات خارجية
- التزام البت الكمي على arxiv.org
- كيت زافيروتشا غولدبرغ (KZG) التزامات متعددة الحدود ذات الحجم الثابت - ألين توميسكو
- التزامات كيت متعددة الحدود